# Horno de cal

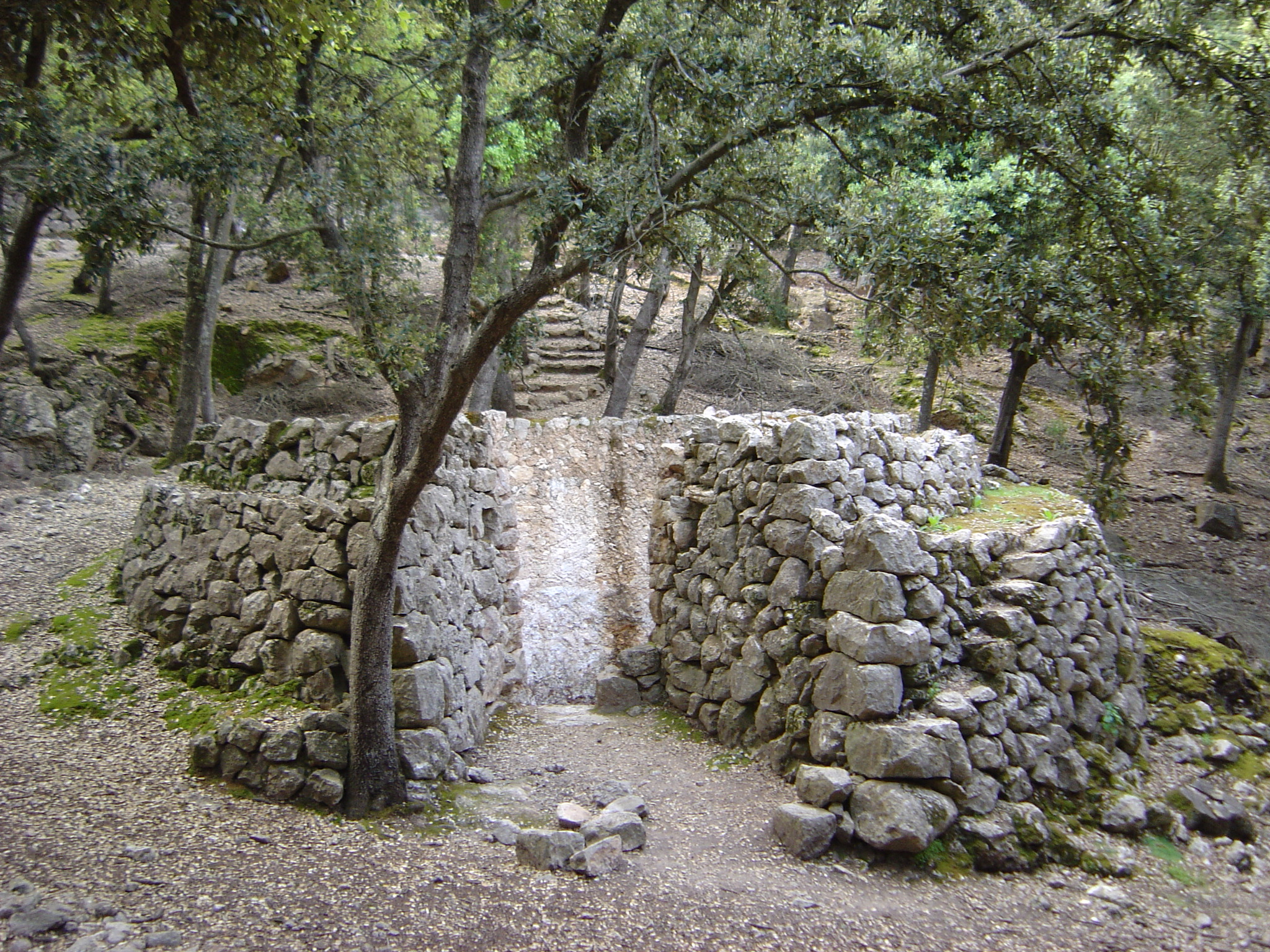
Restos de un horno de cal de la Sierra de Tramontana (Mallorca, España).

Un horno de cal, también llamado calera o calero, es un horno que permite crear óxido de calcio, es decir cal, mediante la calcinación de la piedra caliza. El humanista Antonio de Nebrija definió la «calera» en el siglo XVI como lugar o ingenio «do se haze cal».
Calero también identifica a la persona que saca la piedra y la calcina en la calera.

## Proceso

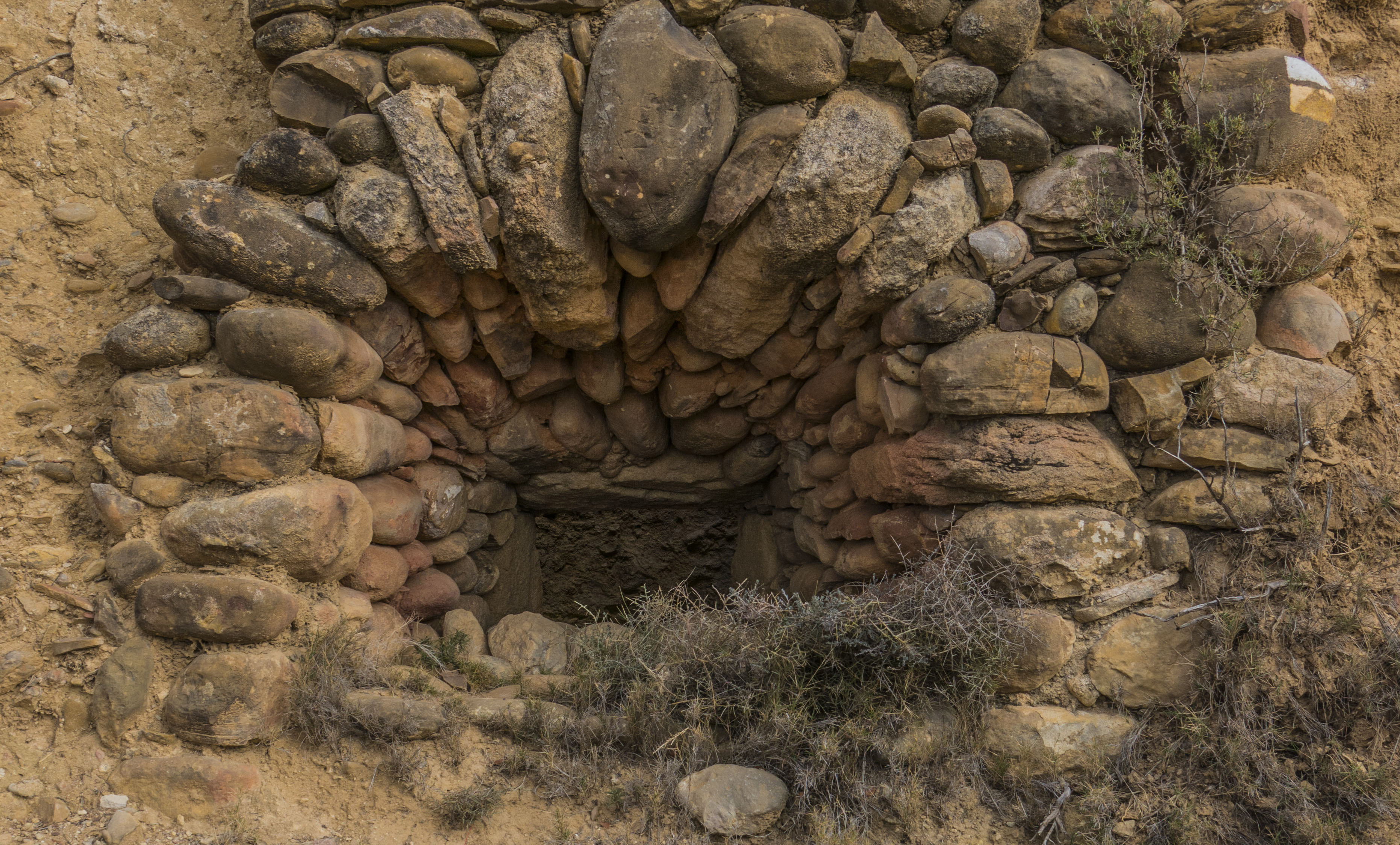
Horno de cal de Güel, en la Ribagorza aragonesa

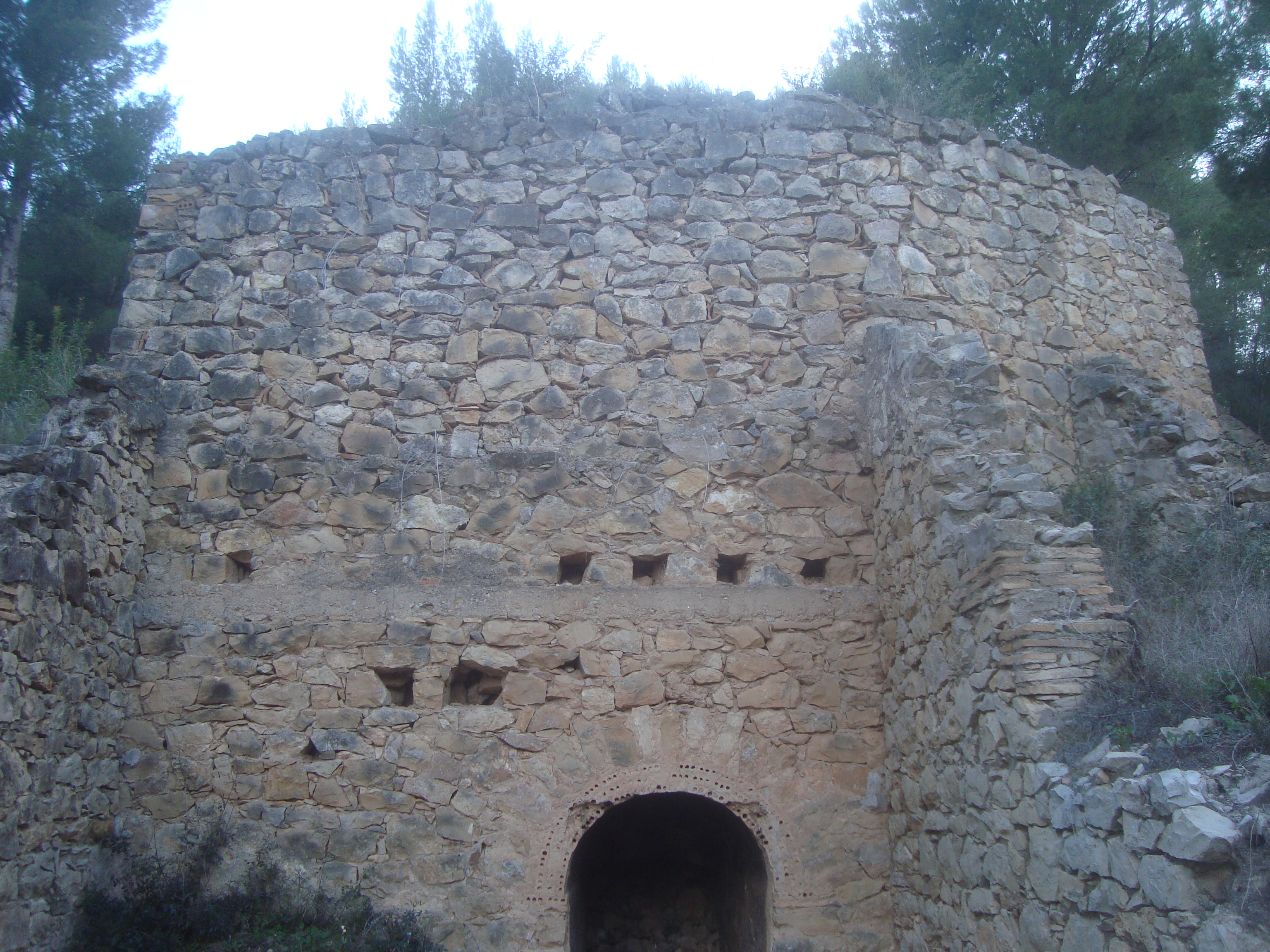
Horno de Cal, construido en el año 1950, denominado "Forn del Poero" (Alcora).

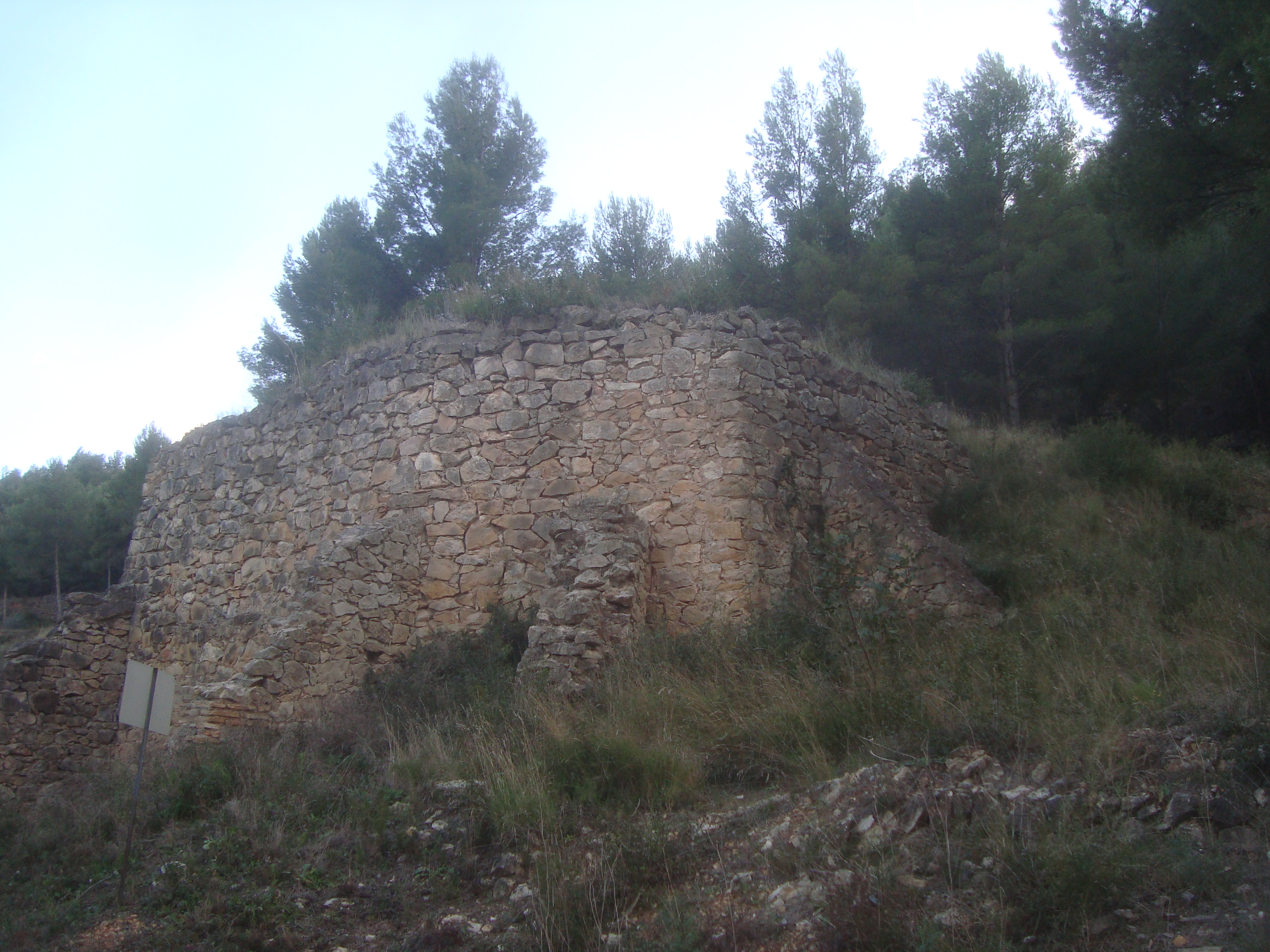
Vista lateral de un horno de Alcora para cocer piedra para fabricar cal, denominado "Forn del Poero", estuvo activo de 1950 a 1956.

La reacción tiene lugar a 900 °C (temperatura a la cual la presión parcial de CO2 es de 1 atmósfera), pero generalmente se usa una temperatura de unos 1000 °C (temperatura a la cual la presión parcial del CO2 es de 3,8 atmósferas) para hacer que la reacción se produzca con mayor rapidez.

### Caleras andaluzas y mallorquinas

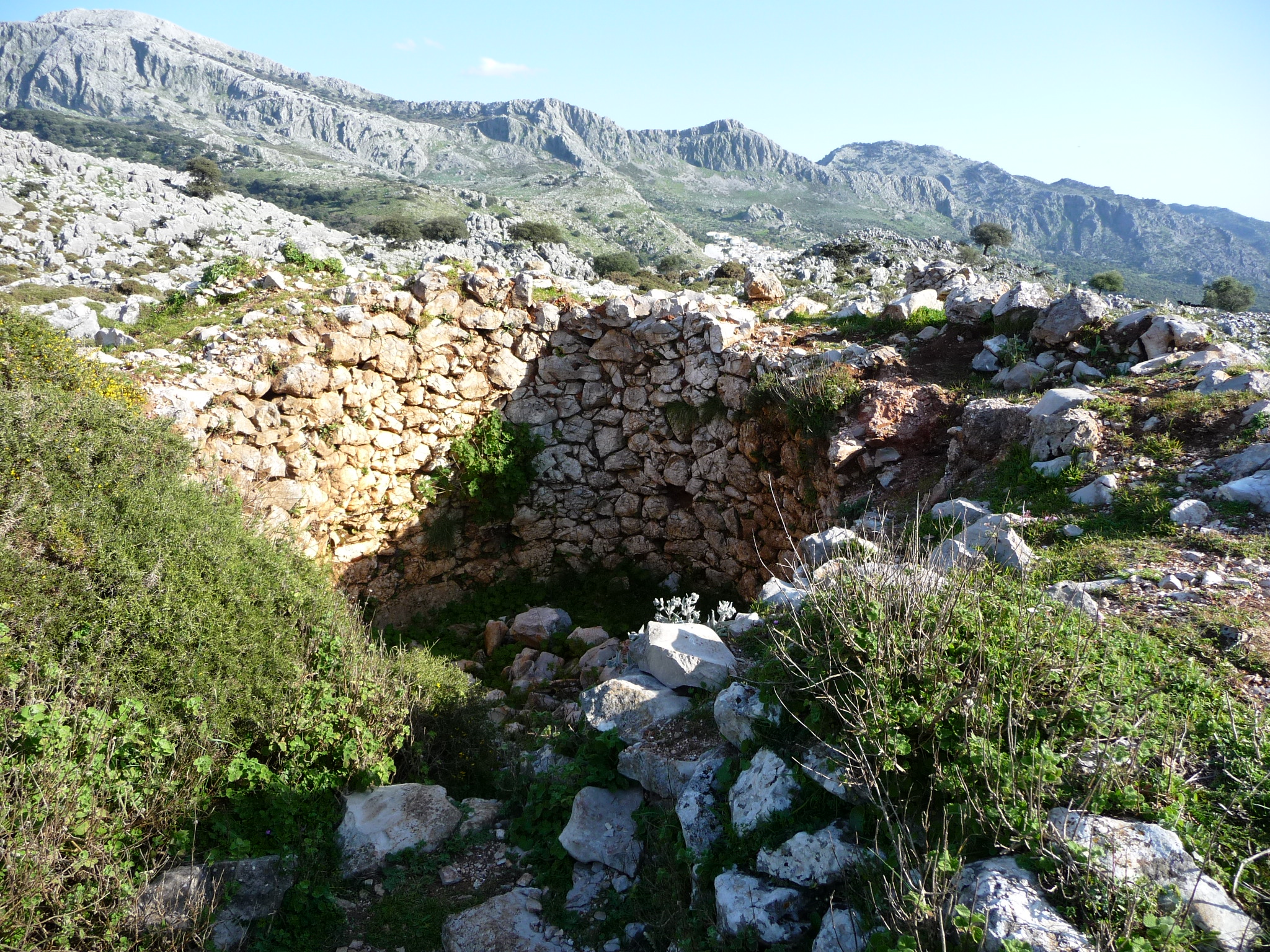
Calera en Grazalema

Su abundancia y tradición han llegado a constituir un elemento típico del paisaje andaluz y balear.

### Caleras de la Comunidad de Madrid

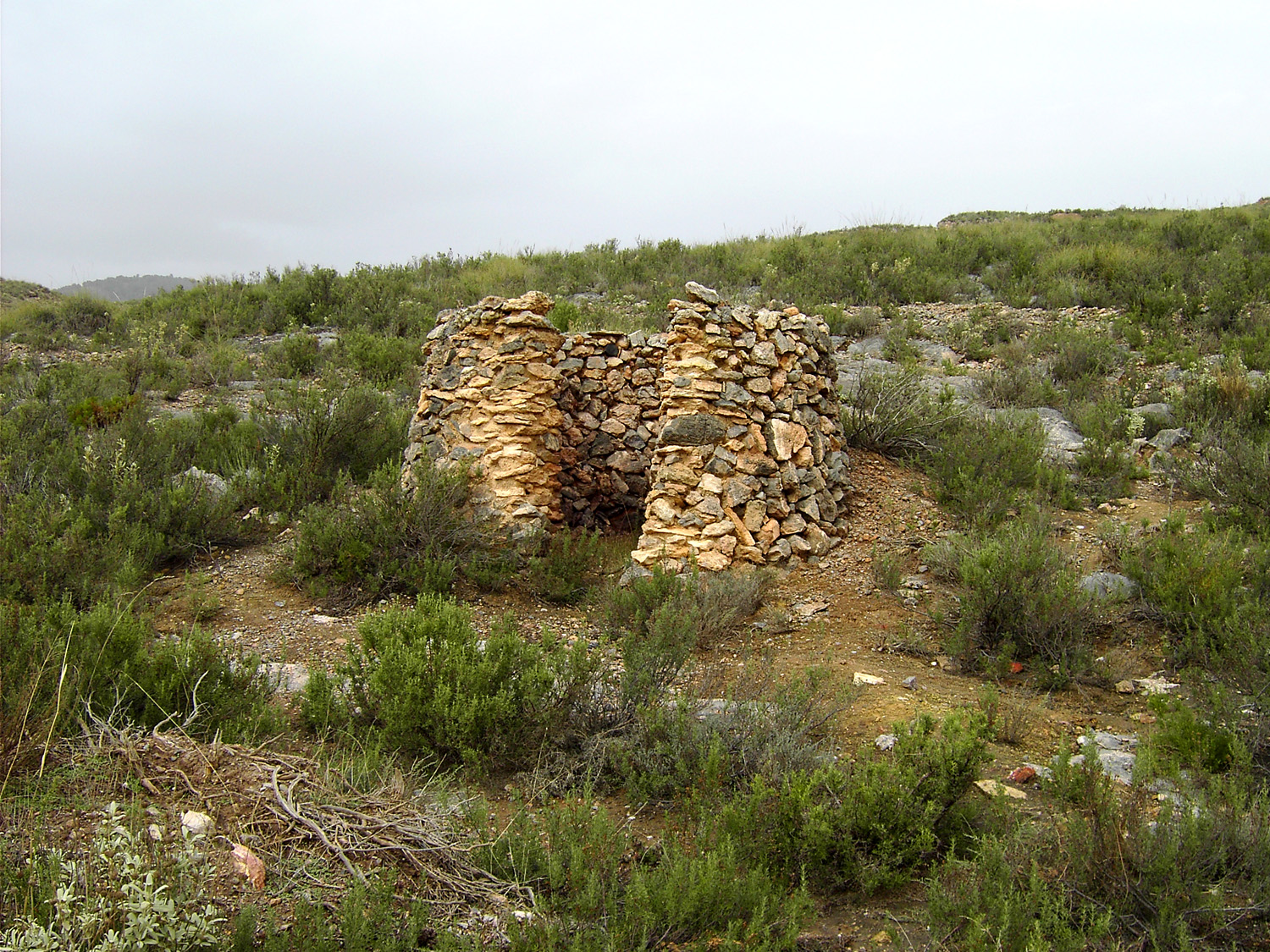
Restos de una calera hecha de mampostería, en Almócita (Almería, España).

Se han documentado más de cien caleras en la Comunidad madrileña ya a comienzos de la Edad Media, siendo un fenómeno común observado en casi toda la península ibérica. Como la demanda de yeso era local los hornos se encuentran en las cercanías de las poblaciones. Estos hornos estuvieron en producción hasta mediados del siglo XX.